# Windsprite
Windsprite – rasa psa w typie charta. Przez pewien czas nazywany "długowłosym whippetem", od 1 stycznia 2017 nazwę oficjalnie zmieniono na windsprite. Jest to średniej wielkości pies budową ciała przypominający whippeta, ale o dłuższej sierści, w której występuje podszerstek. Rasa nieuznana oficjalnie przez FCI, ale coraz popularniejsza w USA i w krajach europejskich. Znany także jako Silken Windsprite (od "Windsprite Kennel", hodowli Waltera Wheelera, który w latach 50. XX wieku wyhodował pierwsze długowłose whippety), jednak nazwa ta jest myląca przez podobieństwo do Silken Windhound (jest to inna rasa, powstała w wyniku łączenia psów rasy borzoj z małymi chartami, także whippetami; Silken Windhound z wyglądu przypomina "miniaturę borzoja" i charakter ma również bardziej podobny do tej rasy).

## Historia

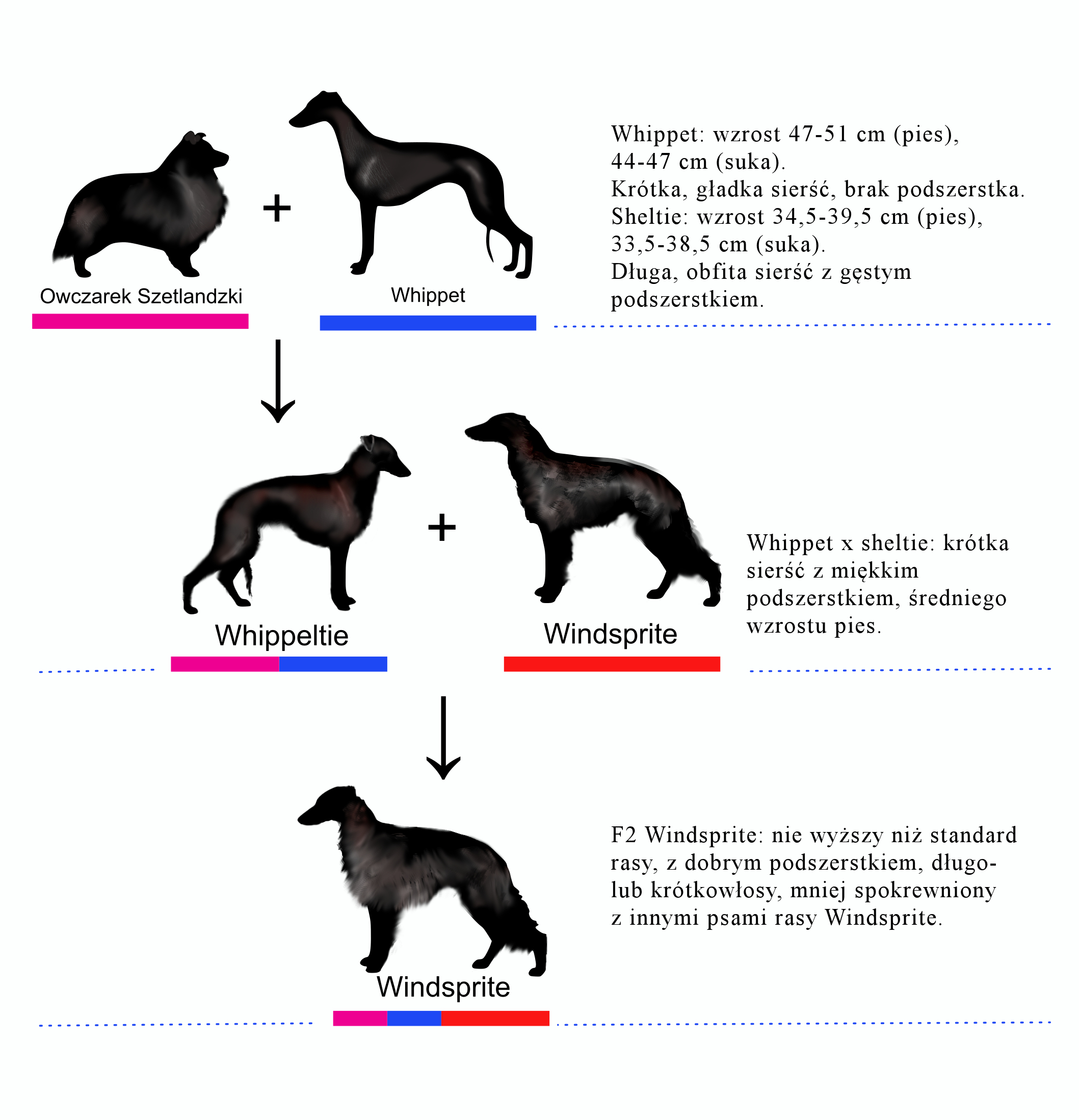
Prawdopodobne krzyżowanie ras które doprowadziło do powstania "długowłosych whippetów".

Na początku XIX wieku, gdy kształtowało się wiele znanych dziś ras, popularne było krzyżowanie różnych psów między sobą. Tak powstał między innymi whippet, który pochodzi od niewielkich psów w typie charta, teriera czy charcika włoskiego. Wzmianka o whippecie z dłuższą sierścią pojawia się np. w książce Roberta Leightona The New Book of the Dog (1906), w której F.C. Hignett pisze: "Dawniej istniały dwie odmiany whippeta, długo- i krótkowłosa, ale tę pierwszą rzadziej się dziś spotyka, zarówno na wystawach jak i torze wyścigowym; w istocie, długowłosy pies, jakkolwiek korzystne byłoby to dla jego anatomii, miałby małą szansę wygrać nagrodę na wystawie, gdyż jego kudłaty wygląd ukryłby smukłe linie które są tak podziwianą i charakterystyczną cechą." Nie jest jasne, czy Hignett rzeczywiście miał na myśli whippeta z długą sierścią, czy raczej szorstkowłosego. W istocie jeszcze w XIX wieku, przed wprowadzeniem zamkniętych ksiąg hodowlanych (nie dopuszczających dołączania żadnych osobników spoza danej puli genów), znane były whippety o różnych typach sierści. Gen warunkujący szorstką sierść, jako allel dominujący, mógł zostać wyeliminowany z populacji whippetów, ponieważ taki pies był mniej atrakcyjny na wystawach. Jednak gen warunkujący dłuższy, miękki włos jest recesywny - to znaczy, że mógł przetrwać w populacji whippetów niezauważony.
Walter Wheeler, który od 1957 roku hodował whippety w USA, twierdził, że odnalazł kilka długowłosych osobników u innego hodowcy, z których postanowił stworzyć rodzinę takich psów, początkowo wystawiając je odpowiednio przystrzyżone, tak by wyglądały na gładkowłose whippety. Dopiero w 1981 roku ujawnił swój plan hodowania długowłosych whippetów, publikując artykuł na ten temat w magazynie The Whippet. Dziedziczenie mutacji MDR1 i CEA wskazuje, że w populacji mogły znajdować się także owczarki szetlandzkie, jednak nie jest jasne czy sam Walter Wheeler je posiadał i łączył ze swoimi whippetami, czy też stało się to wcześniej.

## Charakterystyka na podstawie wzorca
Oficjalny wzorzec opracowany jest przez The International Longhaired Whippet Club (ILWC) w USA. Według wzorca, windsprite jest małym psem w typie charta, atletycznym, o dobrze umięśnionych tylnych nogach, silych lędźwiach, głębokiej, mocnej klatce piersiowej i eleganckiej szyi. Jest psem pełnym gracji i siły, o eleganckich i płynnych liniach, co powinno pozwalać mu na sprawne poruszanie się na każdym typie podłoża. Samce powinny mieć oba jądra normalnie wykształcone i opuszczone do moszny. Blizny i uszkodzenia wynikające z pracy użytkowej lub na skutek wypadku nie powinny wpływać na szanse psa na ringu wystawowym. Nie ma wad dyskwalifikujących.
Wygląd
Głowa powinna być relatywnie długa i smukła, ale z dość szerokim tyłem czaszki, zwężająca się nieznacznie w stronę oczu, oraz dalej zwężająca się w kierunku nosa. Czaszka jest od góry spłaszczona z lekko zaznaczonym stopem. Głowa nie powinna być nadmiernie długa lub wąska, ani też nazbyt krótka i szeroka. Szczęki mocne ale gładko zaznaczone. Niewyraźnie zaznaczona żuchwa jest niepożądana. Nos czarny, albo tak ciemny jak to możliwe u jasno umaszczonych psów. Zgryz nożycowy. Kolor oczu i powiek możliwie najciemniejszy, ale współgrający z kolorem sierści. Szyja długa, o eleganckim łuku i muskularna, bez wiszącego podgardla. Łopatki dobrze kątowane, lędźwie mocne, o zaznaczonym łuku ale bez garba. Przednie nogi proste, silne, o mocnej kości. Ucho w kształcie płatka róży. Włos delikatny i prosty, albo delikatnie falujący lub podkręcony. Sierść powinna być dłuższa na szyi. Obfitość sierści będzie różna u różnych psów. Podszerstek może, ale nie musi być obecny. Delikatne pióra z tyłu przednich nóg i pod klatką piersiową, bardziej obfite z tyłu ud i na ogonie. Wszystkie umaszczenia, znaczenia oraz połączenia tychże są dozwolone. Ogon długi, noszony lekko zagięty ku górze, ale nie wysoko nad grzbietem.
Ogólny wyraz, ruch, temperament
Na co dzień windsprite ma wygląd miły, delikatny, niemal onieśmielony, ale w stanie pobudzenia jest ożywiony, bardzo entuzjastyczny. Temperament przyjazny, spokojny, wyniosły i delikatny, ale bardzo ożywiony w stanie podwyższonej aktywności. Pies porusza się lekko, płynnie, z dużą siłą.

## Zdrowie
Windsprite jest rasą generalnie zdrową i odporną. Ze względu na smukłą sylwetkę i często niezbyt obfitą sierść, trzeba pamiętać żeby pies nie marzł, na przykład na długich spacerach w wolnym tempie. Dotyczy to głównie szczeniąt i starych psów. Jednak okrywając psa derką nie należy go przegrzewać; w czasie intensywnej zabawy, treningu czy biegania okrycie może nie być potrzebne nawet w chłodniejszą pogodę.
MDR1 i CEA
Psy te mogą dziedziczyć dwie choroby genetyczne. Pierwsza to mutacja genu MDR1 wywołującą niewłaściwą reakcję organizmu na niektóre grupy leków, w tym ivermectin - popularny lek przeciwpasożytniczy. Druga to tak zwana "anomalia oczu collie" (CEA), powodująca uszkodzenie wzroku. Występowanie obu chorób jest jednocześnie wskazówką, że długi włos prawdopodobnie pojawił się u tych psów wskutek skrzyżowania owczarków szetlandzkich (u których obie mutacje też występują) i whippetów. Każde rodowodowe szczenię rasy windsprite, oraz jego rodzice, powinno być poddane badaniom genetycznym pod kątem tych chorób (niezależnie od tego, w której organizacji kynologicznej szczenię jest zarejestrowane). Wyjątkiem są szczenięta, których rodzice są całkowicie wolni od mutacji (+/+). Jeśli jednym z rodziców jest whippet, to wyniki badań MDR1 i CEA nie są od niego wymagane, ponieważ mutacje te nie występują u whippetów. Wyniki badań zazwyczaj są łatwo dostępne; na przykład na stronie internetowej danej hodowli.
MDR1 lub CEA +/+
Taki wynik oznacza, że pies jest zdrowy i wolny od zmutowanych genów - oba allele posiadają zdrowe geny. Takie zwierzę nie dziedziczy mutacji i nie przekaże zmutowanego genu swojemu potomstwu. Czasami ta informacja jest zaznaczona dwoma plusami, czasami jako "N/N (clear)" (np. w bazie The Breed Archive).
MDR1 lub CEA +/-
Ta informacja oznacza, że zwierzę jest heterozygotycznym nosicielem danej mutacji. Takie zwierzę posiada jedną kopię zdrowego i jedną kopię zmutowanego genu. Jest niskie prawdopodobieństwo że zwierzę zachoruje, ale lepiej poinformować o takim wyniku weterynarza. Prawdopodobieństwo że zwierzę przekaże zmutowany gen swojemu potomstwu wynosi 50%, dlatego w hodowli należy kojarzyć je z psem o dwóch kopiach zdrowego genu (homozygotycznie zdrowym). Inne oznaczenie takiego wyniku to "N/mut (carrier)".
MDR1 lub CEA -/-
To zwierzę będzie posiadało dwie zmutowane kopie genu, dlatego najprawdopodobniej wystąpią u niego objawy danej choroby, o czym trzeba poinformować weterynarza. Co więcej, 100% potomstwa otrzyma jedną kopię zmutowanego genu, dlatego podejmując decyzję o dalszej hodowli należy brać pod uwagę wyłącznie skojarzenia z psem całkowicie wolnym od danej mutacji. Inna wersja tej informacji to "mut/mut (affected)".

## Występowanie i hodowla

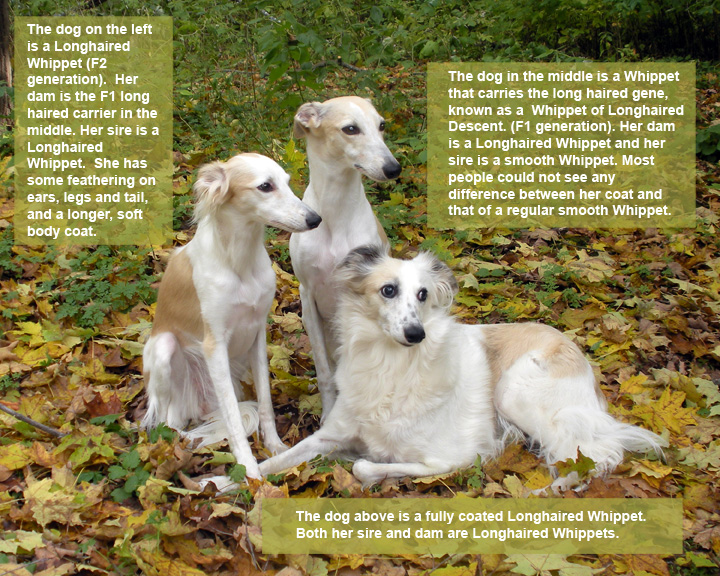
Trzy rodzaje sierści u windsprite.

Obecnie najwięcej psów tej rasy występuje w kraju jej pochodzenia, czyli Stanach Zjednoczonych. Wyraźnie zwiększa się populacja w Niemczech, gdzie jednak hodowlę ograniczono do skojarzeń wyłącznie pomiędzy osobnikami długowłosymi (dotyczy to psów należących do DWZRV). W pozostałych krajach praktykowany jest outcrossing do whippetów (czyli łączenie psa rasy windsprite z psem rasy whippet) dla zwiększenia i podtrzymania różnorodności genetycznej. W pierwszym pokoleniu potomstwo windsprite i whippeta jest krótkowłose, jednak zazwyczaj jest to sierść nieco inna niż u whippeta - nieznacznie dłuższa, gęstsza, może mieć podszerstek. W następnym pokoleniu taki pies, w połączeniu z innym psem długowłosym, da szczenięta zarówno długowłose, jak i krótkowłose. Jako że w rasie whippet nie występują dziedziczne choroby znane u windsprite, włączanie jej do hodowli pozwala nie tylko zmniejszyć stopień pokrewieństwa pomiędzy psami rasy windsprite, ale także zredukować częstotliwość występowania wadliwych genów powodujących mutację MDR1 i CEA, nie ryzykując doprowadzenia do erozji genetycznej.
Ilustracja pokazuje trzy rodzaje sierści występujące u windsprite: na pierwszym planie leży windsprite długowłosy i po długowłosych rodzicach. Po lewej stronie siedzi córka krótkowłosej suczki i długowłosego ojca. W środku (z tyłu) siedzi suczka krótkowłosa, której matką jest długowłosa suczka rasy windsprite a ojcem jest whippet.

## Użytkowość
Windsprite jest przede wszystkim psem do towarzystwa, nadającym się szczególnie dla osób aktywnych. Należy pamiętać, że wciąż ma w sobie naturę charta, co wiąże się z silnym instynktem pogoni i dużą prędkością, jaką potrafi osiągnąć w biegu. Trzeba to brać pod uwagę pozwalając na zabawę w towarzystwie innych psów i w zatłoczonych miejscach, a zwłaszcza tam, gdzie mogą występować dzikie zwierzęta. Tak jak inne charty, windsprite może startować w wyścigach torowych i coursingach. Oprócz tego windsprite z powodzeniem biorą udział w takich sportach jak agility, obedience (posłuszeństwo sportowe) czy flyball, nadają się także do trekkingu z psem. Należy jednak pamiętać, że windsprite, jak charty, z natury jest sprinterem, więc nie będzie się nadawał do trekkingu na bardzo długich i trudnych trasach. Jako pies średniej wielkości, windsprite nadaje się do życia w mieście, jeśli ma zapewnione formy aktywności odpowiednie do wieku i stanu fizjologicznego.